# 天帝教
天帝教，李玉階於台灣創辦的新興宗教團體，終日為化延核戰毀滅劫、確保世界和平而祈禱。該教於1982年於台灣正式合法成立，1986年成立財團法人。2003年，天帝教約有20萬信徒。另有中華天帝教總會、紅心字會、極忠文教基金會、宗教哲學研究社等輔翼組織。

## 歷史
天帝教為李玉階所創辦。1930年，李玉階在南京，拜入天德教蕭昌明門下，賜道名極初，開始投入宗教事業。
1937年7月，李玉階遵其師之命，辭官退隱華山修道，自稱涵靜老人。1940年，卅四集團軍總司令胡宗南將軍曾前往拜訪李玉階，名動一時。
1942年，完成《新宗教哲學思想體系》。
1943年至1944年間，李玉階在甘肅宣揚天人教。
1949年，李玉階隨國民黨政府來到台灣。1951年，接辦《自立晚報》。1965年，李玉階受到政治壓力，被迫退出《自立晚報》。
1976年，成立財團法人天人研究基金會。1978年，改名為中華民國宗教哲學研究社，開始教授靜坐，傳播天帝教。
1980年12月21日中午，李玉階聲稱玉帝降詔，特准天帝教重來人間，並派他為天帝教首席使者。此後李玉階以天帝教駐人間首任首席使者身份，致力於推動天帝教。
1982年，內政部函告，准許天帝教自由傳教。此後天帝教成為合法宗教。
1994年，李玉階過世，其子李子弋以樞機使者之位代掌天帝教。1997年2月1日，李子弋升任首席使者。

## 組織

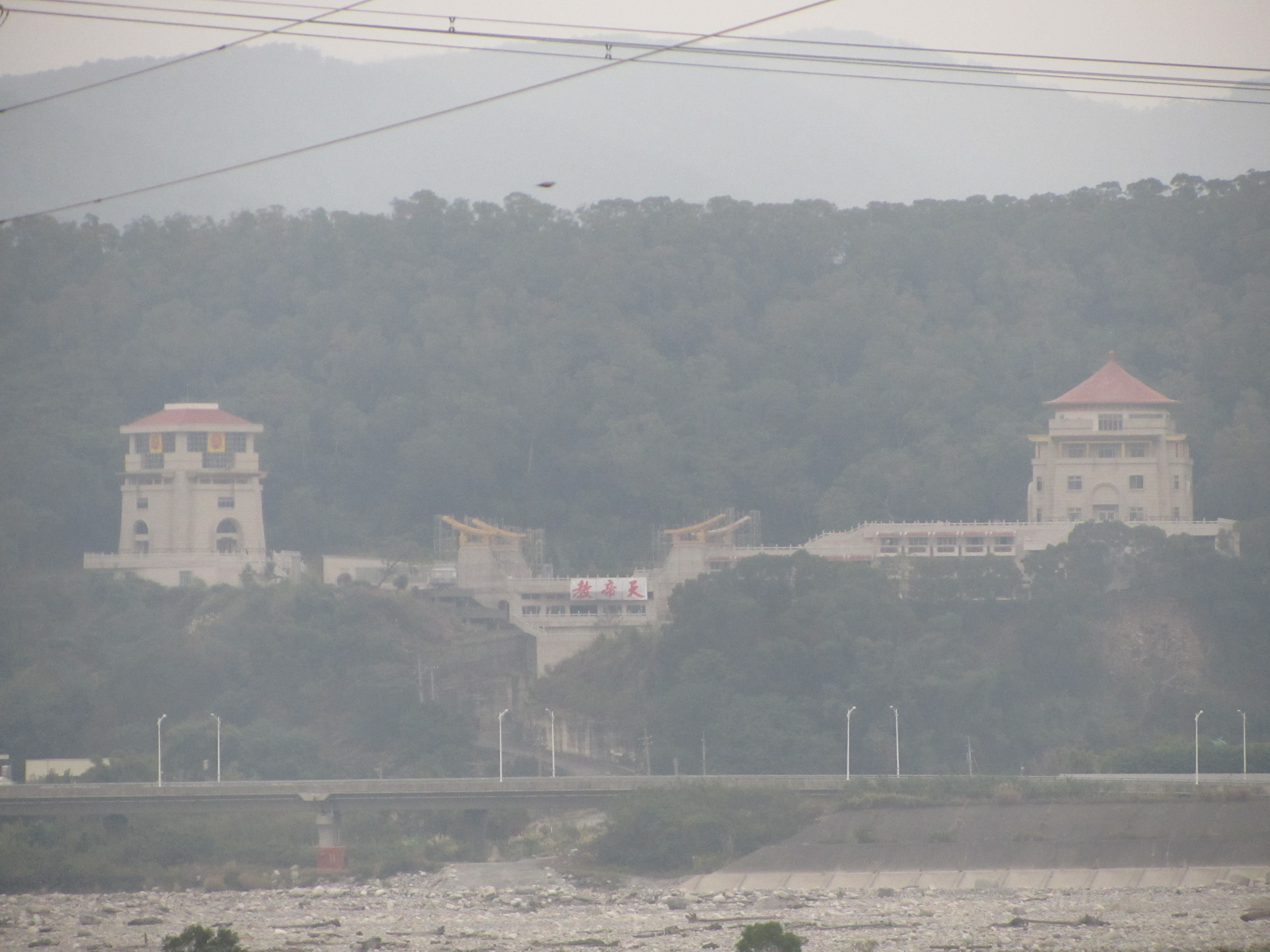
天安太和道場。

天帝教最高行政中心，名為鐳力阿道場，位於南投縣魚池鄉，又稱天曹道場。1987年由李玉階建立。與天極行宮（人曹道場）、天安太和道場（地曹道場）合稱三大道場。
天極行宮，位於台中清水鎮，天安太和道場位於苗栗三義。

## 外部連結
- 天帝教 （页面存档备份，存于）
- 紅心字會 （页面存档备份，存于）
- 內政部民政司 （页面存档备份，存于）